# Научная визуализация

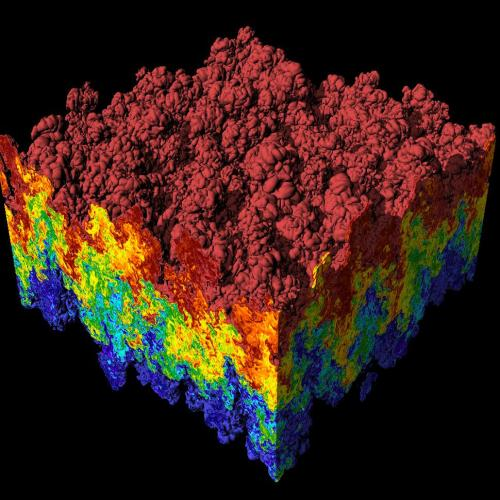
Научная визуализация моделирования неустойчивости Рэлея — Тейлора, вызванного смешением двух жидкостей

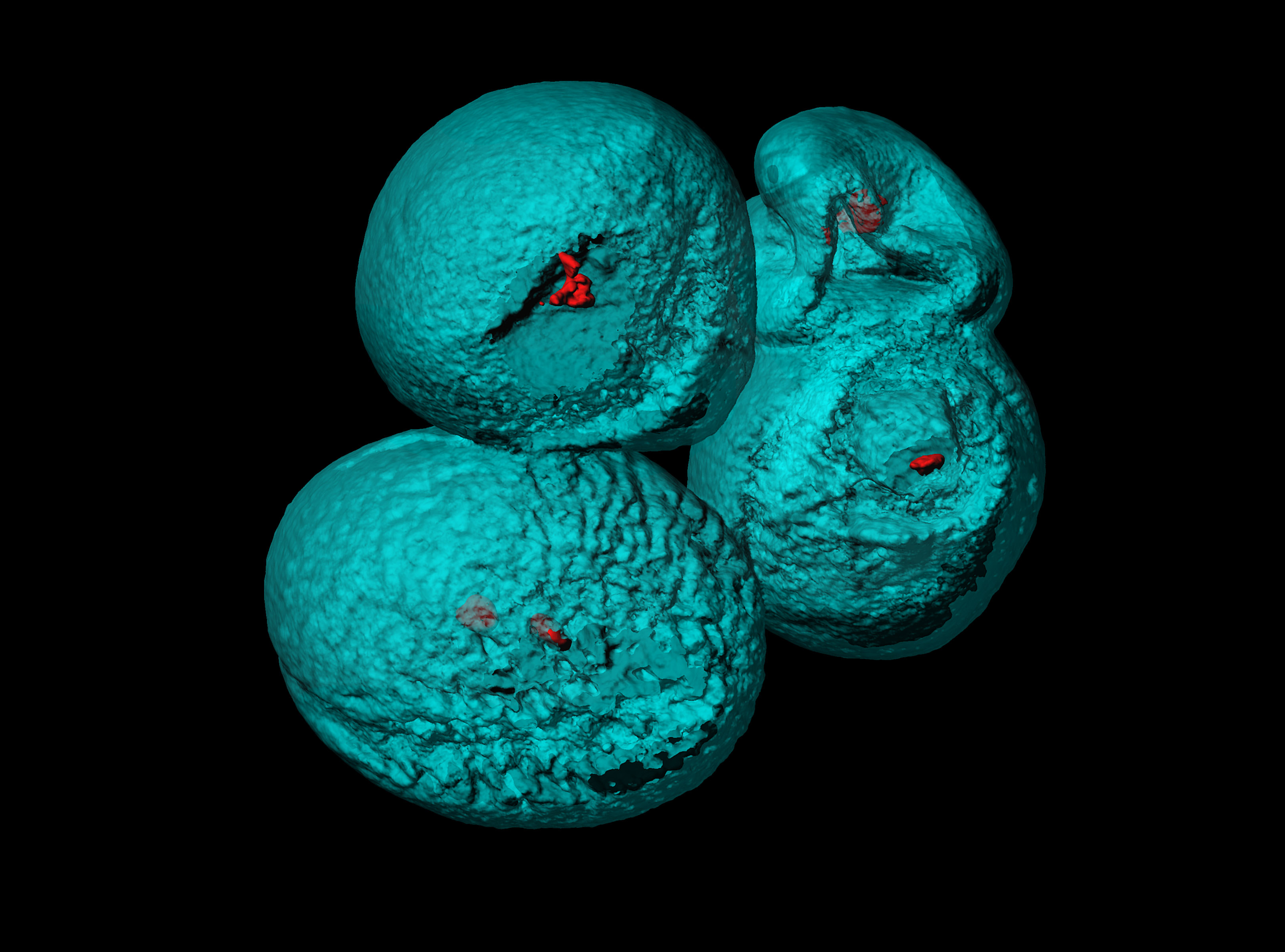
Изображение частиц пыльцы резуховидки Таля, полученные с помощью конфокального микроскопа

Научная визуализация — это междисциплинарная отрасль науки. Согласно Фриндли, она «главным образом имеет дело с визуализацией трёхмерных явлений (архитектурных, метеорологических, медицинских, биологических данных и так далее), при этом акцент делается на реалистичное изображение объёмов, поверхностей, источников освещения и так далее, возможно, в динамике (во времени)». Научная визуализация рассматривает также подмножество методов компьютерной графики, раздела информатики. Целью научной визуализации является графическая иллюстрация научных данных для возможности научным работникам понять, просмотреть и получить представление о данных.

## История

Составленная Шарлем Минаром марша Наполеона

Одним из наиболее ранних примеров трёхмерной научной визуализации была термодинамическая поверхность Максвелла, сделанная из глины в 1874 Джеймсом Клерком Максвеллом. Это было прототипом современной техники научной визуализации, которая использует компьютерную графику.
Заметные ранние двумерные примеры включают карту наступления Наполеона на Москву, составленную Шарлем Жозефом Минаром в 1869. Флоренс Найтингейл использовала графики, которые называла «coxcombs» (петушиный гребень), в 1857 как часть кампании для улучшения санитарных условий в британской армии. Джон Сноу в 1855 использовал точечную карту распределения для визуализации вспышки холеры на Брод-стрит.

## Методы визуализации двумерных множеств данных
Научная визуализация, использующая компьютерную графику, получила популярность как вполне созревшая. Основными приложениями были скалярные и векторные поля из компьютерного моделирования и опытных данных. Основными методами для визуализации двумерных (2D) скалярных полей является отображение цветом и рисование контурных линий. 2D-векторные поля визуализируются с помощью глифов и линий тока или методов линейной интегральной свёртки (LIC). 2D-тензорные поля часто преобразуется к векторному полю с помощью одного из двух собственных векторов для представления каждой точки поля, затем используется визуализация с помощью методов визуализации векторного поля.

## Методы визуализации трёхмерных множеств данных
Для трёхмерных скалярных полей основным методом является объёмный рендеринг и поверхности уровня. Методы визуализации векторных полей включают глифы (графические иконки), такие как стрелки, линии тока и треки, трассировку частиц, линейную интегральную свёртку (LIC) и топологические методы. Позднее были разработаны методы для визуализации 2D- и 3D-тензорных полей, такие как гиперлинии тока (hyperstreamlines).

## Темы научной визуализации

Проекция максимальной интенсивности (MIP) всего тела, полученной позитронно-эмиссионной томографией (ПЭТ)

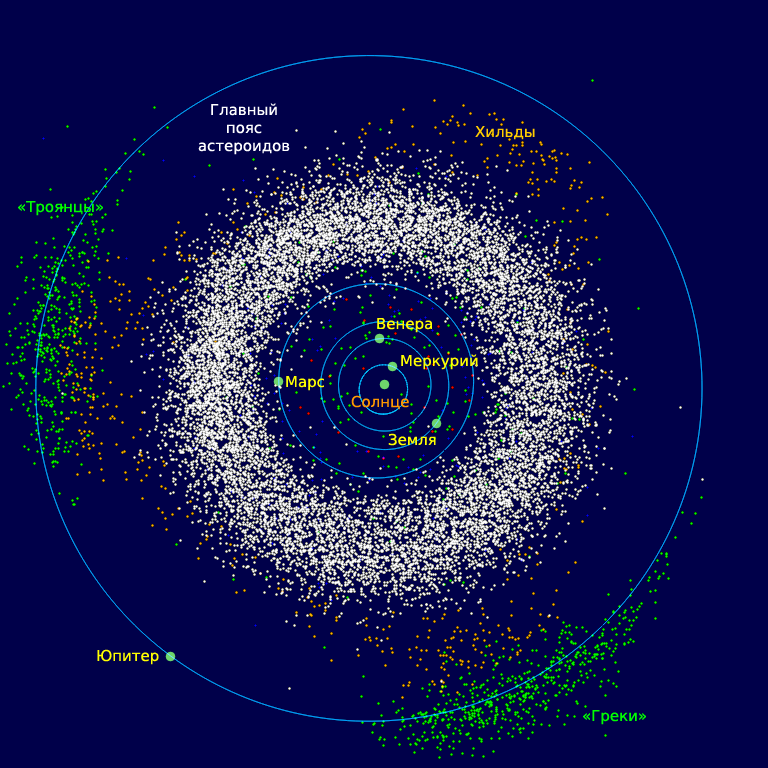
Изображение солнечной системы главного пояса астероидов и троянские астероиды

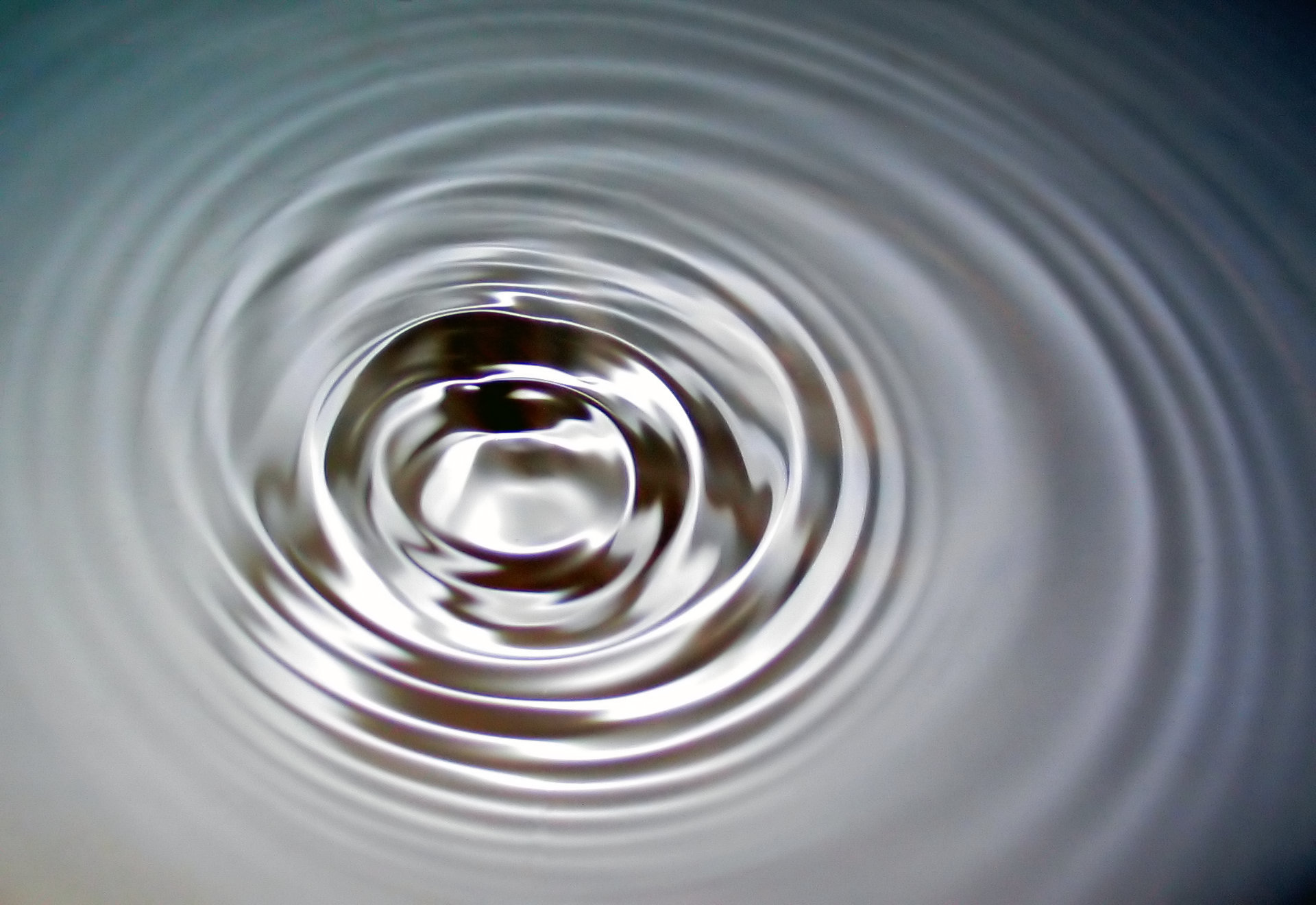
Научная визуализация течения воды: поверхностные волны на воде

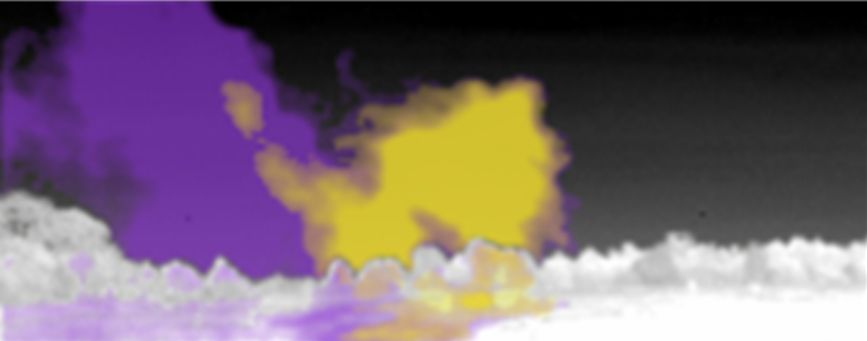
одновременного выделения SF_{6} и NH_{3}

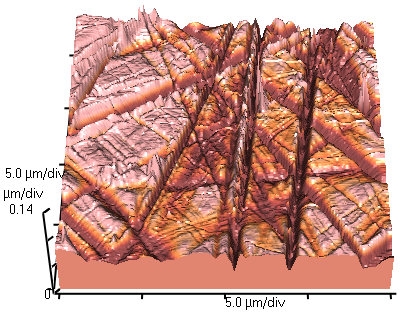
Топографическое изображение поверхности стекла в атомно-силовом микроскопе

### Компьютерная анимация
Компьютерная анимация является искусством, техникой и наукой создания движущихся образов с помощью компьютеров. Она становится всё более популярной путём создания трёхмерной компьютерной графики, хотя двухмерная компьютерная графика остаётся широко используемой для нужд стилистического, с меньшим потоком данных или более быстрого рендеринга в реальном времени. Иногда целевым устройством анимации является сам компьютер, но иногда и другие носители, такие как фильм. О такой анимации говорят как о CGI (изображение, сгенерированные компьютером), особенно когда она используется в фильмах. Приложением является медицинская анимация, которая наиболее часто используется как инструмент обучения медицинского персонала или пациентов.

### Компьютерное моделирование
Компьютерное моделирование — это компьютерная программа или сеть компьютеров, которые пытаются смоделировать абстрактную модель определённой системы. Компьютерное моделирование стало полезной частью математического моделирования многих естественных систем в физике и вычислительной физике, химии и биологии, человеческих систем в экономике, психологии и социологии, в процессе проектирования и новых технологий, чтобы разобраться, как работают эти системы, или чтобы наблюдать их поведение.
Компьютерное моделирование варьируется от отдельных компьютерных программ, работающих несколько минут, групп компьютеров в сети, работающих часами, до текущего моделирования, работающего месяцами. Масштаб событий, моделируемых компьютером, значительно превышает любое возможное (или даже любое представимое мысленно) использование традиционного математического моделирования с карандашом в руке — десять лет назад для моделирования битвы в пустыне с участием 66.239 танков, грузовиков и других машин на модели местности около Кувейта использовалось несколько суперкомпьютеров Министерства обороны США, закупленных по Программе модернизации высокопроизводительных компьютеров.

### Визуализация информации
Визуализация информации — это изучение «зрительного представления больших наборов нецифровой информации, таких как файлы и строки кода в программных системах, библиотеках и биоблиграфических базах данных, связей в интернете и так далее».
Визуализация информации фокусируется на создании подходов к доставке абстрактной информации в интуитивном виде. Визуальное представление и интерактивные техники используют преимущество пропускной способности человеческого глаза в мозг, что позволяет пользователям видеть, исследовать и понять большое количество информации за один раз. Ключевое отличие между научной визуализацией и визуализацией информации заключается в том, что визуализация информации часто применяется для данных, которые не генерируются научным поиском. Некоторыми примерами являются графическое представление данных для бизнеса, правительства, новостей и соцсетей.

### Интерфейсные технологии и восприятие
Технология интерфейса и восприятия показывает, как новые интерфейсы и лучшее понимание проблем восприятия создают новые возможности научной визуализации.

### Визуализация поверхностей
Рендеринг — это процесс получения образа из модели с помощью компьютерной программы. Модель — это описание трёхмерных объектов на строго определённом языке или структуре данных. Она может содержать геометрию, точку осмотра, текстуру, освещение и оттенение. Образ является цифровым изображением или растровой графикой образа. Термин может быть аналогией изображения сцены художником. Термин «рендеринг» может быть использован для описания процесса вычисления эффектов в видеофайле для получения конечного видео. Важными видами рендеринга являются:
Построчная визуализация и растрирование
Высокоуровневое представление изображения необходимым образом содержит элементы в различных областях, состоящие из пикселей. Эти элементы именуются примитивами. В схематическом рисовании, например, отрезки прямых и кривые могут быть примитивами. В графическом пользовательском интерфейсе окна и кнопки могут быть примитивами. В 3D-изображении примитивами могут быть треугольники и многоугольники в пространстве.
Метод «бросания лучей»
Ray casting, в основном, используется при моделировании в реальном времени, как, например, в компьютерных 3D-играх и мультипликации, в которых детали не столь важны, или в областях, где более эффективна ручная подмена деталей для получения лучшей производительности. Это обычно встречается, когда для большого числа кадров необходима анимация. Получающиеся поверхности появляются «плоскими», если никаких других дополнительных трюков не используется, как если бы все поверхности были матовыми.
Светимость
Светимость, известная также как глобальное освещение, является методом, который пытается смоделировать способы, каким прямо освещённые поверхности действуют в качестве вторичных источников света, освещающих другие поверхности. Это даёт более реалистичное оттенение и даёт лучшее восприятие «среды». Классическим примером является способ затенения углов помещений.
Трассировка лучей
Трассировка лучей — это расширение техники, разработанной для построчной визуализации и метода «бросания лучей». Подобно им, метод обрабатывает сложные объекты хорошо и объекты могут быть описаны математически. В отличие от построчной визуализации и пробрасывания лучей, трассировка лучей почти всегда предполагает технику Монте-Карло, которая базируется на среднем значении случайно сгенерированных проб модели.

### Объёмный рендеринг
Объёмный рендеринг — это техника, используемая для показа 2D-проекции 3D-дискретно отобраных данных. Типичный 3D-набор данных — это группа 2D-срезов, полученных с помощью компьютерной или магнитно-резонансной томографии. Обычно они получаются в повторяющихся структурах (например, один срез через каждый миллиметр) и обычно имеют постоянное число пикселей в изображении с регулярным шаблоном. Это является примером регулярной объёмной решётки, в которой каждый элемент, или воксел, представляет единичное значение, полученное путём рассмотрения области, окружающей воксел.

### Объёмная визуализация
Согласно Розенблюму (1994) «объёмная визуализация исследует набор техник, которые позволяют рассматривать объект без математического представления поверхности. Первоначально метод использовался в медицинской визуализации, затем объёмная визуализация стала основной техникой для многих научных направлений, отображающих явления, такие как облака, течение воды, молекулярные и биологические структуры. Многие алгоритмы объёмной визуализации вычислительно затратны и требуют большого хранилища данных. Развитие компьютерной аппаратуры и программного обеспечения увеличивает размер объектов визуализации и скорость обработки в реальном времени».
Разработки техник, основанных на web-технологиях и рендеринга на стороне браузера, позволяет простое объёмное представление кубоида с изменением кадра для показа объёма, массы и плотности данных — инструмент HowMuch, созданный компанией This Equals

## Научные приложения визуализации
Этот раздел даёт серию примеров, как научная визуализация может применяться сегодня.

### В естествознании

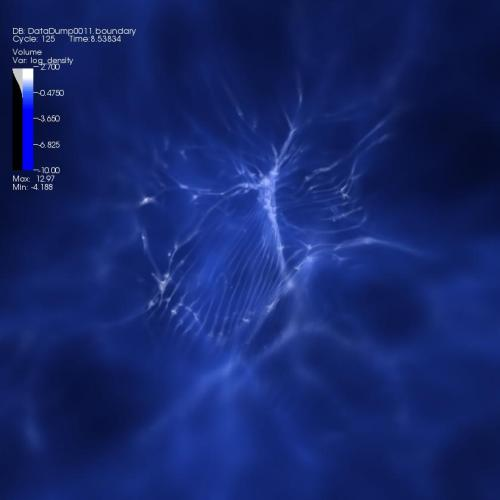
Образование звезды
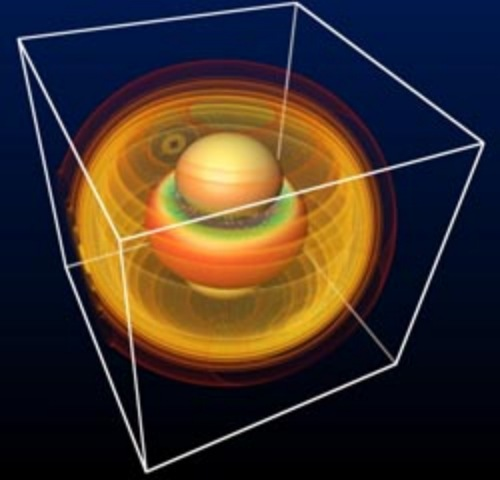
Гравитационные волны
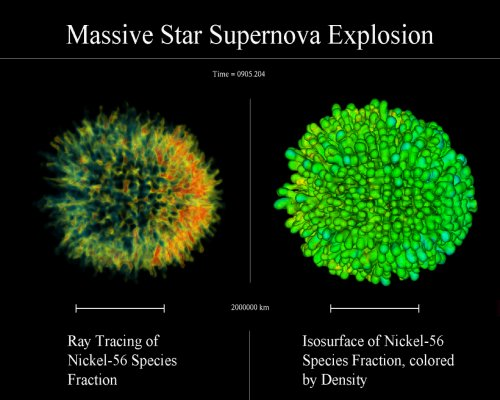
Взрыв массивной сверхновой
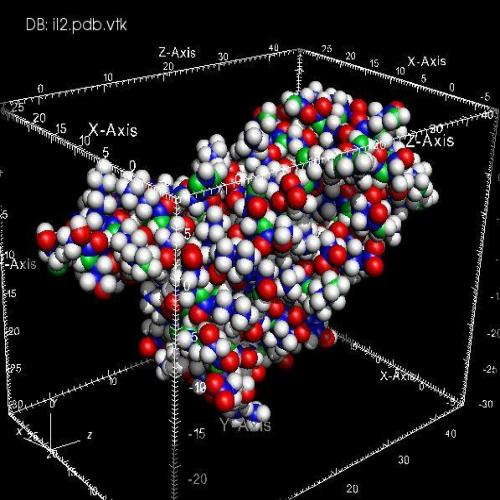
Визуализация молекулы

Образование звёзд: Изображение является объёмным представлением логарифмической плотности газа/пыли в пакете моделирования звёзд и галактик «Enzo». Области высокой плотности представлены белым цветом, в то время как менее плотные области представлены голубым.
Гравитационные волны: Исследователи использовали «Globus Toolkit» суммарную мощность нескольких суперкомпьютеров для моделирования гравитационных эффектов столкновения с чёрной дырой.
Взрывы сверхновых звёзд: На рисунке представлено трёхмерное вычисление радиационной гидродинамики при взрыве массивной массивной сверхновой звезды. Использовался код пакта DJEHUTY эволюции звёзд для вычисления модели взрыва звезды SN 1987A в трёхмерном пространстве.
Молекулярная визуализация: Для создания изображения молекулы использовались основные возможности программы VisIt. Исходные данные были взяты из Protein Data Bank и переведены в VTK файл перед визуализацией.

### Вгеографии[англ.]*и экологии

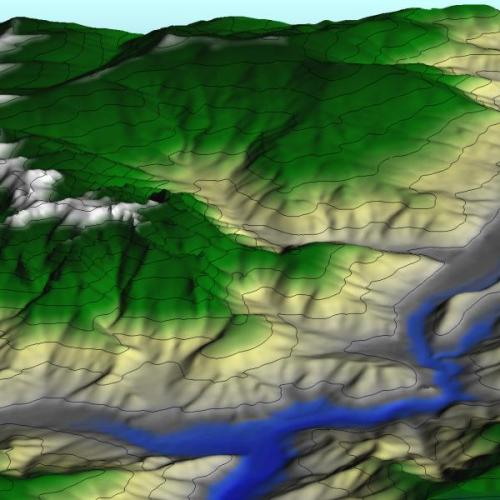
Отрисовка ландшафта
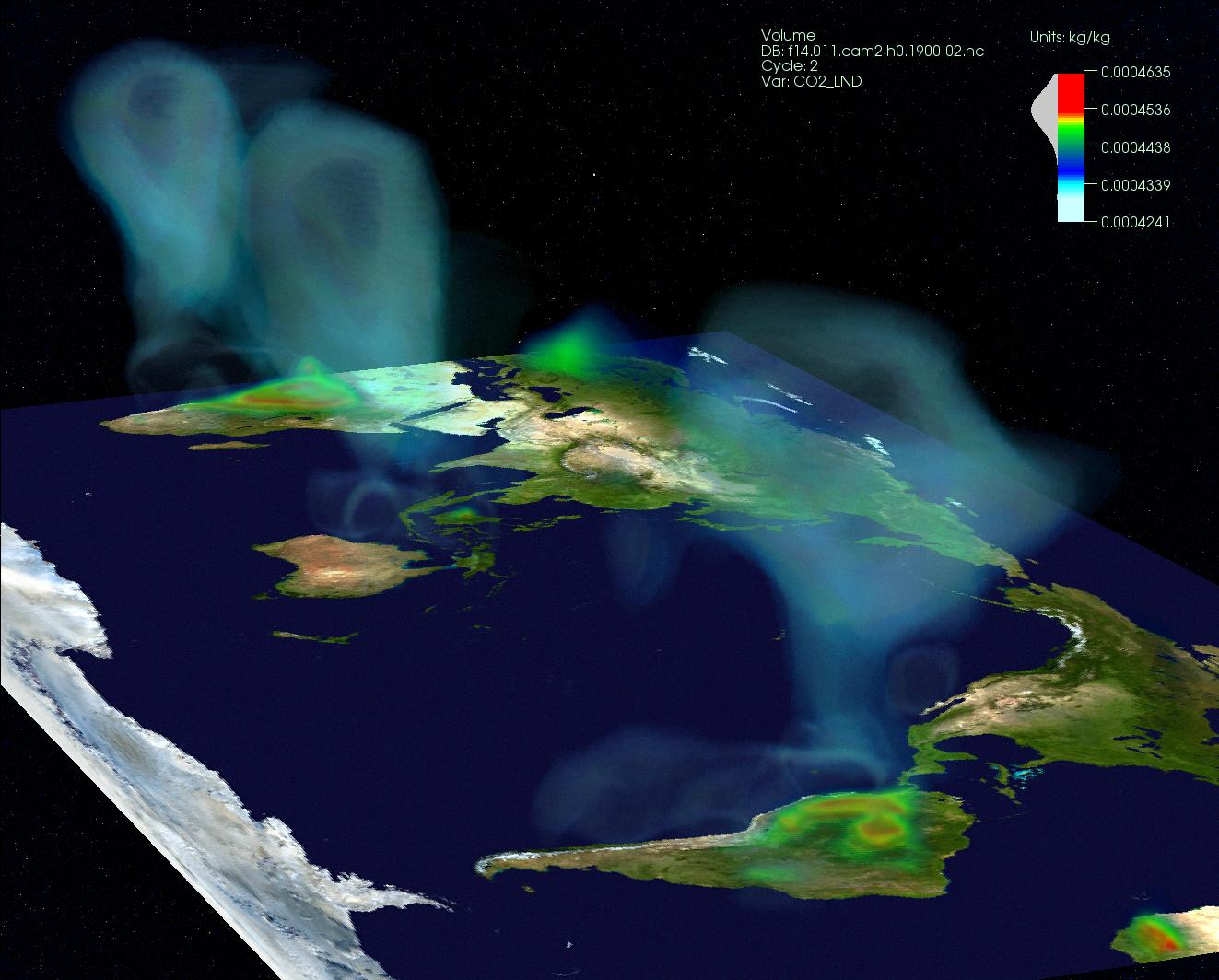
Климатическая визуализация
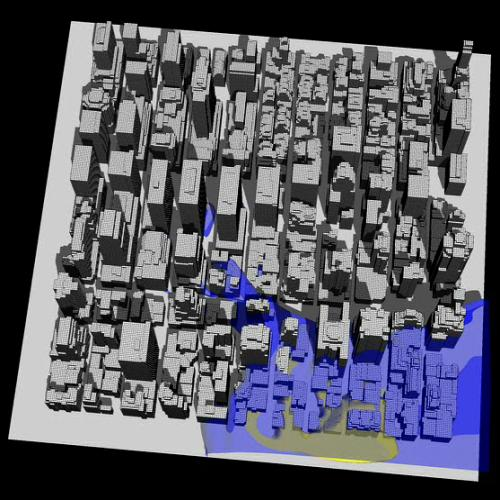
Атмосферная аномалия на Таймс Сквере

Визуализация ландшафта: Программа VisIt может читать некоторые форматы файлов, общепринятые для геоинформационных систем (GIS), что позволяет использовать растровые данные, такие как информация о рельефе местности, для визуализации. Изображение показывает график набора данных DEM, содержащего информацию о горной местности вблизи Дансмира (Dunsmuir, CA). Горизонтали (изогипсы, линии с одной высотой над уровнем моря) добавлены в график для отражения изменений по высоте.
Моделирование торнадо: Изображение создано из данных, полученных при моделировании торнадо на вычислительном кластере NCSA’s IBM p690. Телевизионная анимация высокого разрешения шторма, полученного в NCSA, была включена в эпизод NOVA телевизионной серии PBS с названием «Hunt for the Supertwister» (Охота на супервихрь). Торнадо показано сферами, которые раскрашены согласно давлению — оранжевые и синие трубы представляют поднимающиеся и падающие потоки воздуха вокруг торнадо.
Климатическая визуализация: Эта визуализация показывает двуокись углерода (углекислый газ) из различных источников, которые переносятся путём конвекции. Углекислый газ из океана показан в виде струй в течение февраля 1900.
Атмосферная аномалия на Таймс Сквер: На изображении представлен результат моделирования из SAMRAI атмосферной аномалии на Таймс Сквер и рядом.

### В математике
Научная визуализация математических структур осуществлялась с целью подтолкнуть интуицию для построения мысленных моделей.
Объекты высокой размерности могут быть визуализованы в виде проекций в меньшие размерности. В частности, 4-мерные объекты визуализируются как проекции в трёхмерные пространства. Проекции объектов высокой размерности в меньшие размерности можно использовать для виртуальной манипуляции объектами, что позволяет работать с 3D-объектами путём операций в 2D и работать с 4D-объектами путём операций в трёхмерном пространстве.

### В формальной науке

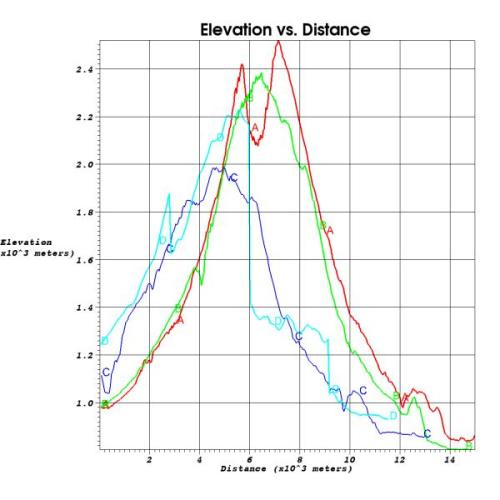
Графики кривых
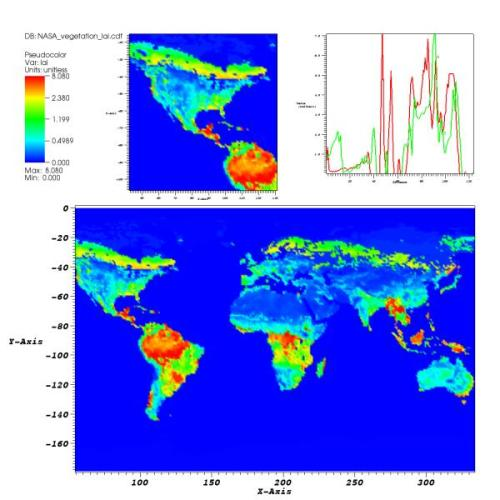
Аннотация изображения
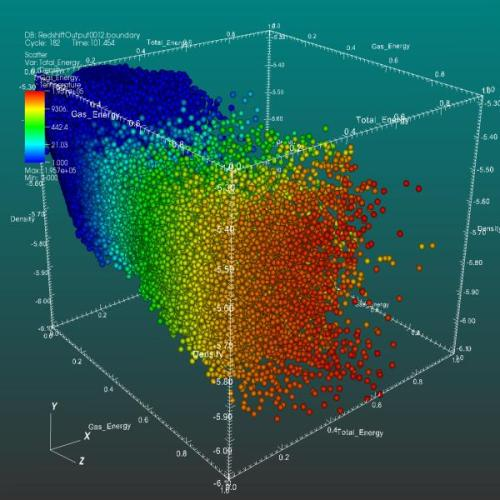
Scatter plot

Компьютерное отображение топографических поверхностей: Через компьютерное отображение топографических поверхностей математики могут тестировать теории того, как материалы меняются при напряжении. Изображение является частью работы созданной Национальным научным фондом Лаборатории Электронной Визуализации при Иллинойсском университете в Чикаго.
Графики кривых: VisIt может строить кривые для прочитанных из файлов данных. Программа может быть использована для извлечения и показа кривых для данных из многомерных наборов с помощью операторов «lineout» или запросов. Кривые на изображении соответствуют горизонталям (изогипсам) данных, созданными с возможностью «lineout». «Lineout» позволяет интерактивно рисовать линию, которая определяет путь, вдоль которого осуществляется выборка данных. Выбранные данные были затем отражены на кривых.
Аннотация изображения: Изображение показывает индекс листовой поверхности (LAI), меры глобальной растительности из данных NetCDF. Главное изображение — большое изображение внизу, показывающее LAI для всего мира. График сверху является аннотацией, содержащей ранее полученные образы. Аннотация изображения может быть использована для включения материала, улучшающего визуализацию вспомогательных графиков, экспериментальных данных, товарного знака и т. д.
Диаграмма рассеяния: Функция «Диаграмма рассеяния» пакета VisIt’s позволяет визуализацию многомерных данных вплоть до четырёх размерностей. Диаграмма рассеяния принимает несколько скалярный переменных и использует их как различные оси в фазовом пространстве. Различные переменные комбинируются для образования координат глифа в фазовом пространстве, а глифы раскрашиваются по значению другой скалярной переменной.

### В прикладной науке

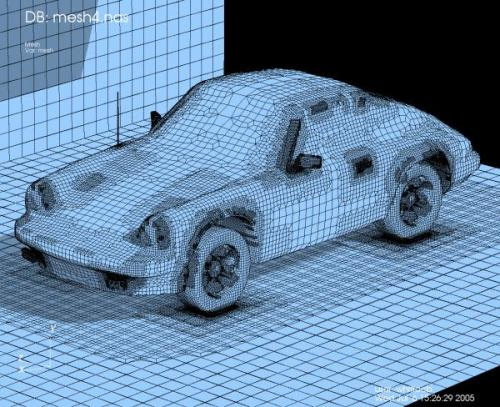
Модель Порше 911
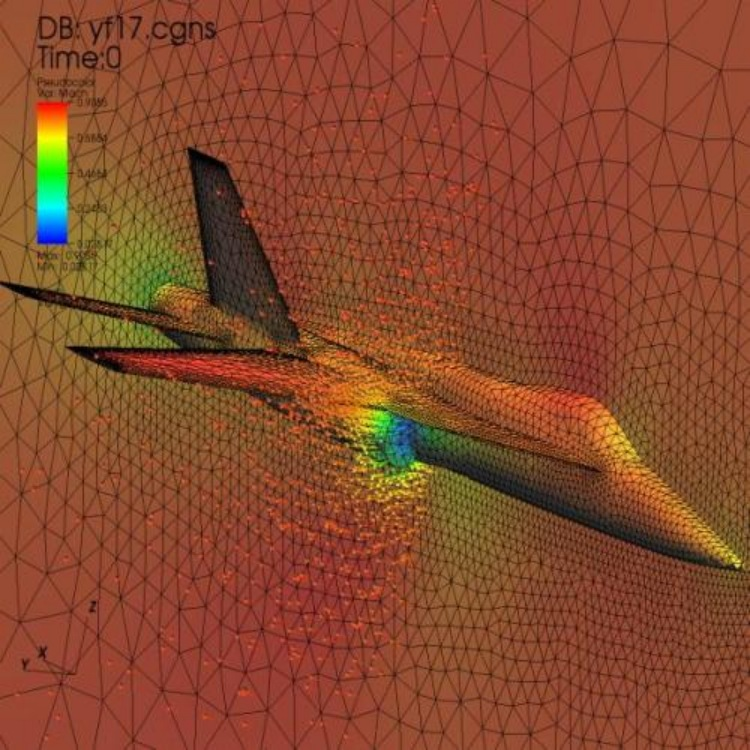
Изображение самолёта YF-17
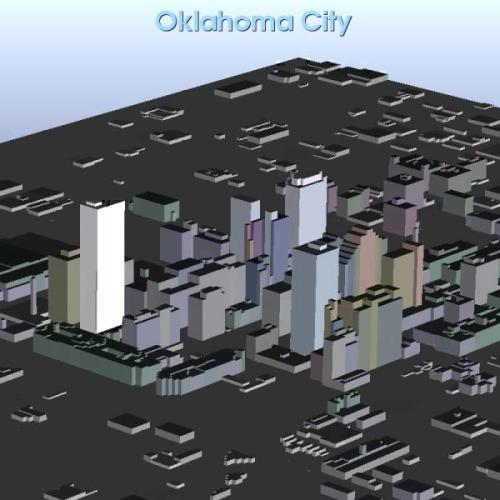
Визуализация города

Модель Порше 911 (NASTRAN): Рисунок содержит сетчатый график модели Порше 911 из массива данных NASTRAN. VisIt может читать ограниченное подмножество данных формата NASTRAN, в общем случае достаточное для импорта геометрической модели и визуализации.
Изображение самолёта YF-17 aircraft Plot: Рисунок показывает представление данных CGNS для самолёта YF-17. Данные содержат неструктурированную решётку с решением. Рисунок создан с использованием псевдоцветных графиков данных о скорости (число Маха), сетевой решётки и векторного графика срезов через поле скоростей.
Визуализация города: ESRI shapefile, содержащий описание зданий в виде многоугольников, был прочитан, а затем многоугольники были начерчены в прямоугольной решётке, формирующей городской пейзаж.
Измерение входного трафика: Используется для визуализации входного трафика в миллиардах байт на магистральной линии NSFNET T1 в сентябре 1991. Объём трафика отражен от фиолетового (ноль байт) до белого (100 миллиардов байт). График представляет собранные кампанией Merit Network, Inc. данные

## Научные организации, занимающиеся визуализацией
Видные лаборатории, работающие в этой области:
- Electronic Visualization Laboratory[англ.]
- Kitware[англ.]
- Лос-Аламосская национальная лаборатория
- Подразделение Передовых Суперкомпьютеров NASA[англ.]
- Национальный центр суперкомпьютерных приложений
- Сандийские национальные лаборатории
- Центр Суперкомпьютеров Сан Диего[англ.]
- Научный институт вычислений и визуальной информации[англ.]
- Техасский Центр передовых вычислительных систем[англ.]

Конференции, упорядоченные по значимости в области научной визуализации:
- IEEE Visualization[англ.]
- SIGGRAPH
- EuroVis
- Конференция по вопросам влияния человеческого фактора на компьютерные системы[англ.]
- Eurographics
- PacificVis